# General Motors EV1
O EV1 foi a primeiro veículo elétrico moderno lançado no mercado e produzido por uma grande empresa automobilística, a saber, a General Motors. Foi introduzido no mercado em 1996, estando disponível nos estados americanos do Arizona e da Califórnia apenas como uma locação de prazo fixo. A produção foi interrompida em 1999, e entre 2003 e 2004 todos os carros alugados foram removidos do mercado. A maioria foi destruida e alguns foram doados a museus e universidades. A interrupção foi e continua a ser um tema muito controverso, questionado por grupos ambientalistas.

## História

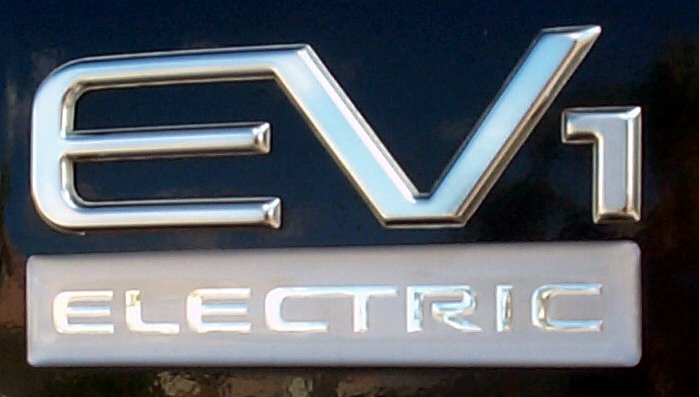
Logo do GM EV1

Comercialmente lançado no mercado norte americano em 1996, o carro eléctrico EV1 inicialmente esteve disponível somente nos estados da Califórnia e do Arizona, sob a modalidade de locação financeira ou contrato de “leasing”, limitado a um prazo de três anos ou a um uso máximo de 30.000 milhas. As restrições foram motivadas pelo fato do EV1 e seus motoristas serem parte de uma avaliação de engenharia em condições de uso real, criada pelo Grupo de Veículos de Tecnologia Avançada da GM, e que fazia parte também de uma análise de mercado e estudo da viabilidade de produção e marketing do veículo eléctrico de passeio para alguns mercados americanos. No início o EV1 foi produzido com baterias convencionais de chumbo e ácido sulfúrico que depois foram substituidas por baterias de Ni-MH.
O EV1 foi introduzido primeiro nas cidades de Los Angeles (Califórnia), Phoenix e Tucson (Arizona). Um ano depois foi lançado em São Francisco e Sacramento. Um modelo opcional 1999 estava equipado com baterias Ni-MH, e aparentemente nunca foi oferecido no Arizona, pois esse tipo de bateria não funcionava bem em climas muito quentes. De acordo com o contrato de arrendamento, a GM estipulou que a manutenção e serviço periódico do EV1 somente seria efetuado em algumas concessionárias Saturn autorizadas.

## Who Killed the Electric Car?
O documentário Who Killed the Electric Car? (em português:  Quem Matou o Carro Elétrico?) foi estreado em novembro de 2006 e retrata o desenvolvimento, a comercialização e a retirada do mercado de carros eléctricos, especialmente o EV1.

## Galeria

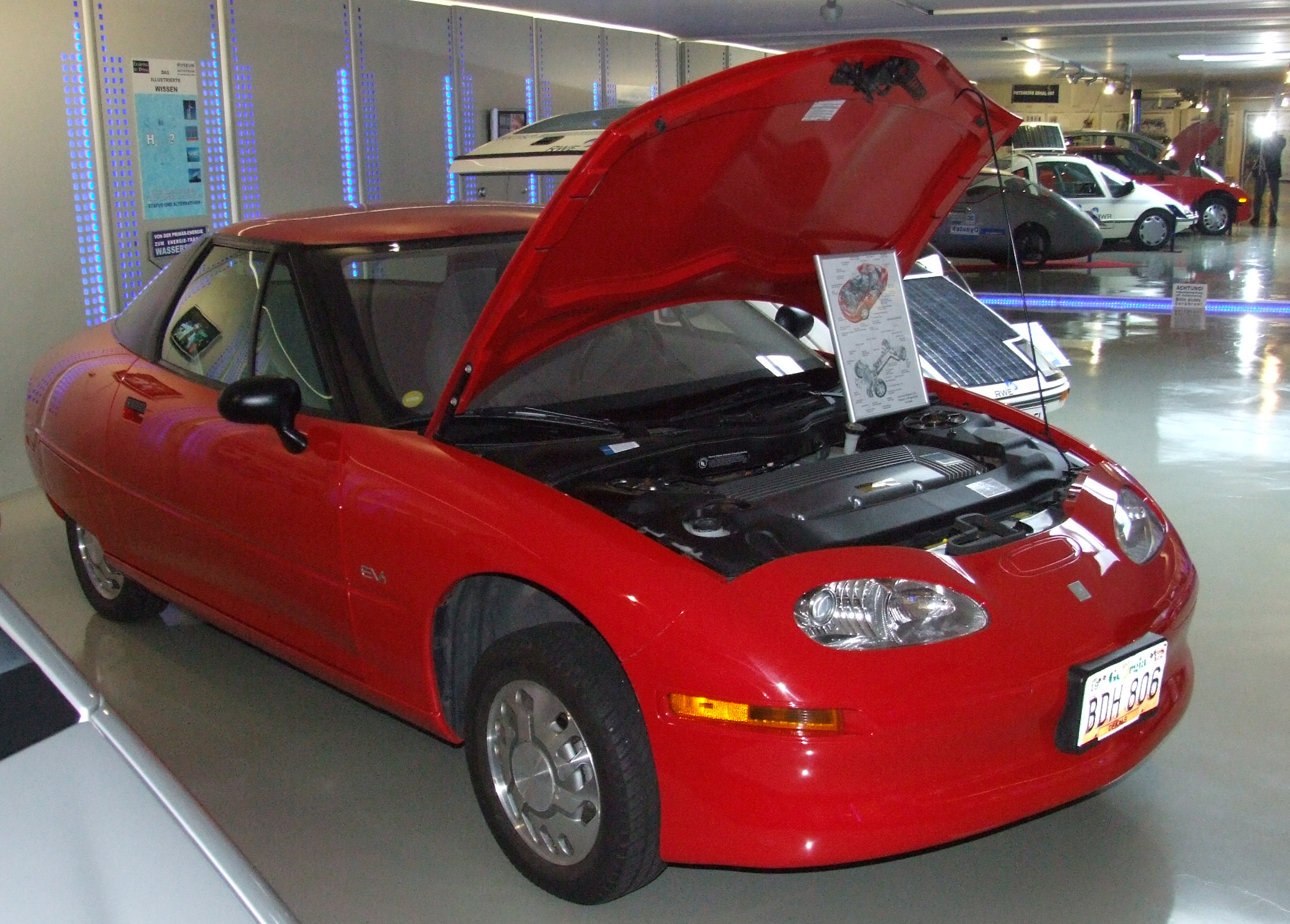
EV1 no Museu Autovision, em Altlußheim, Alemanha.
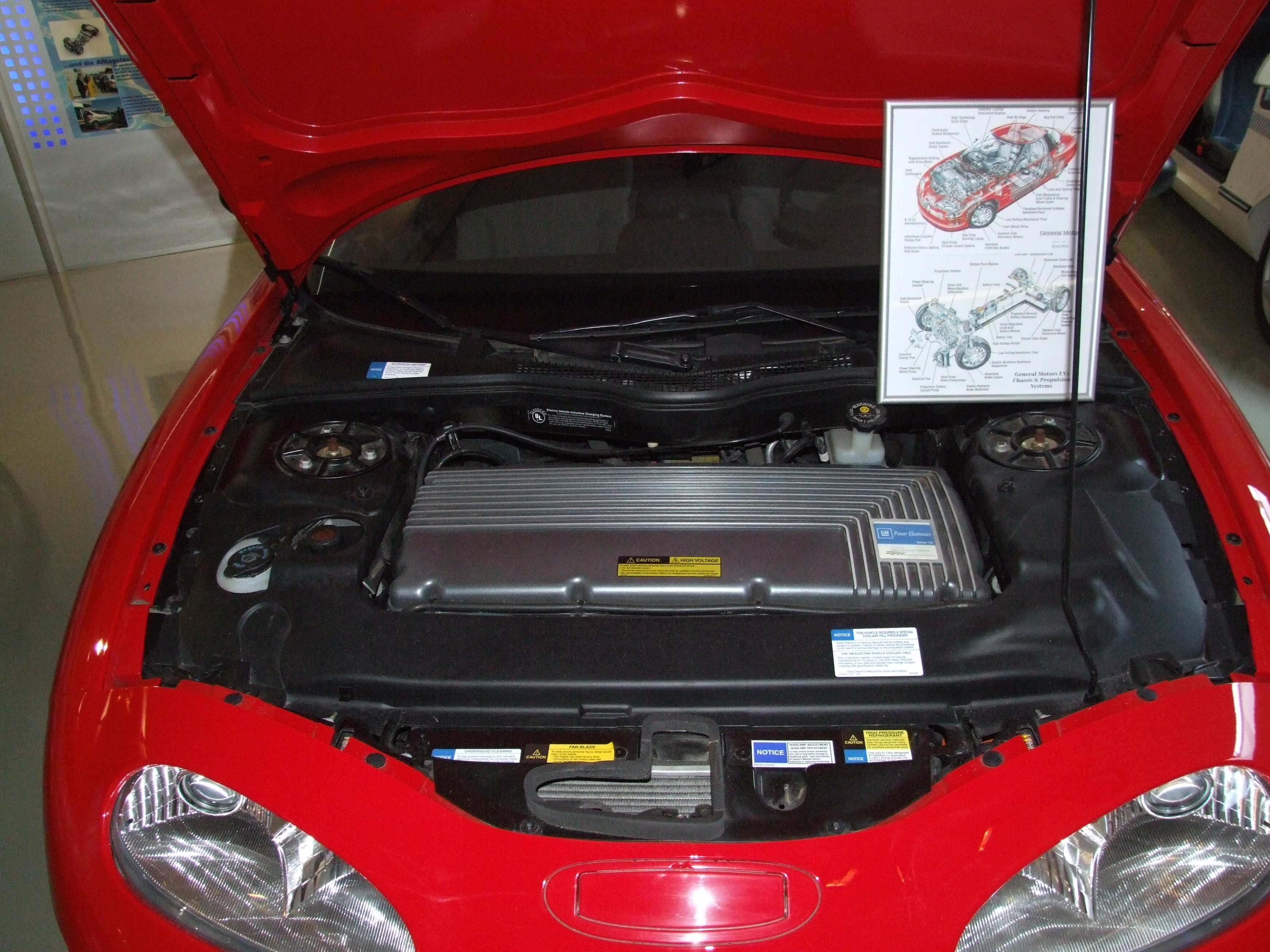
Motor elétrico
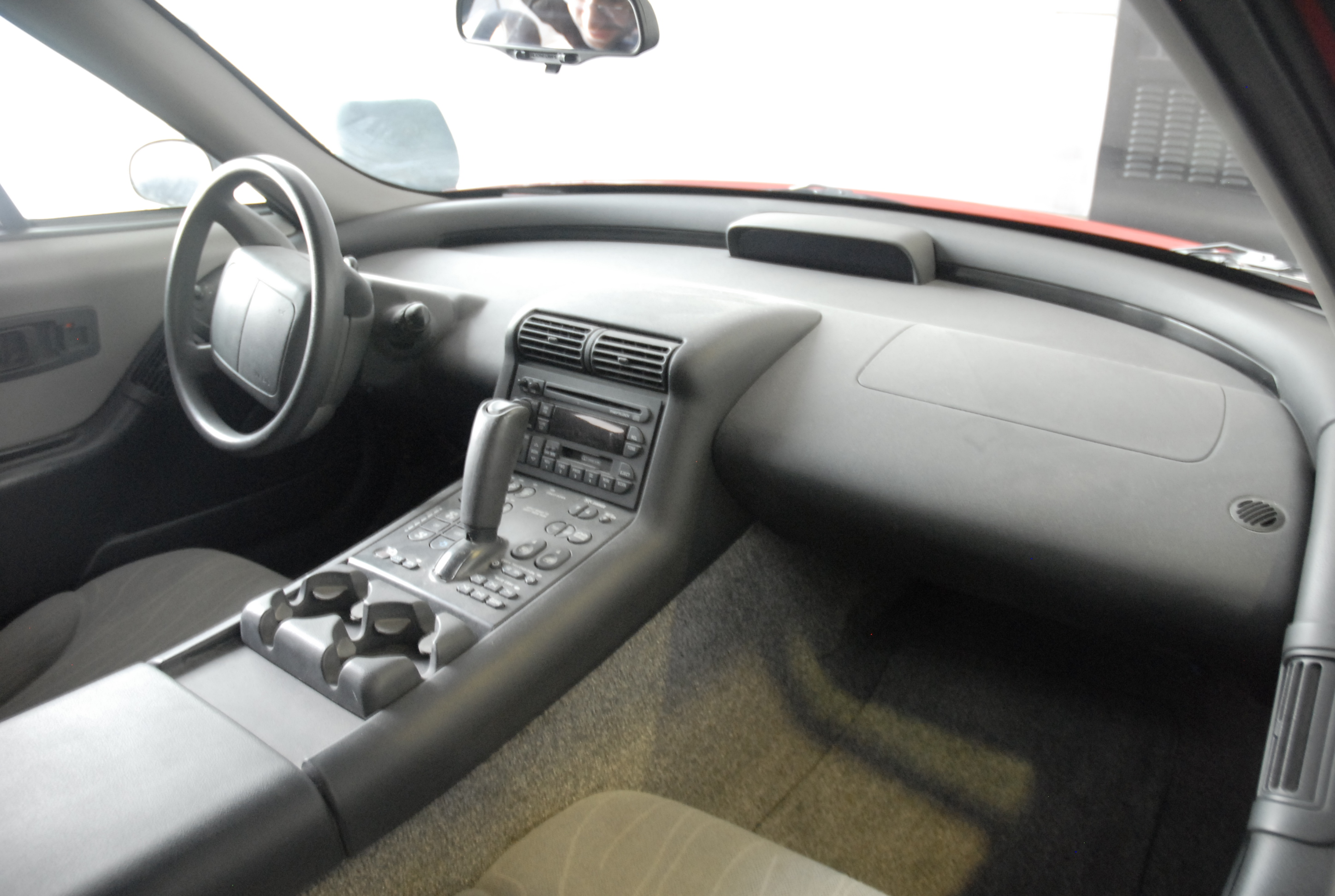
Interior
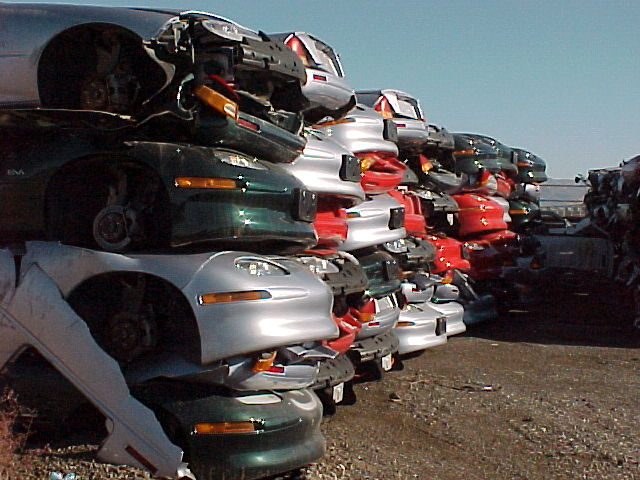
Depois do final do leasing, a GM destruiu os EV1s.
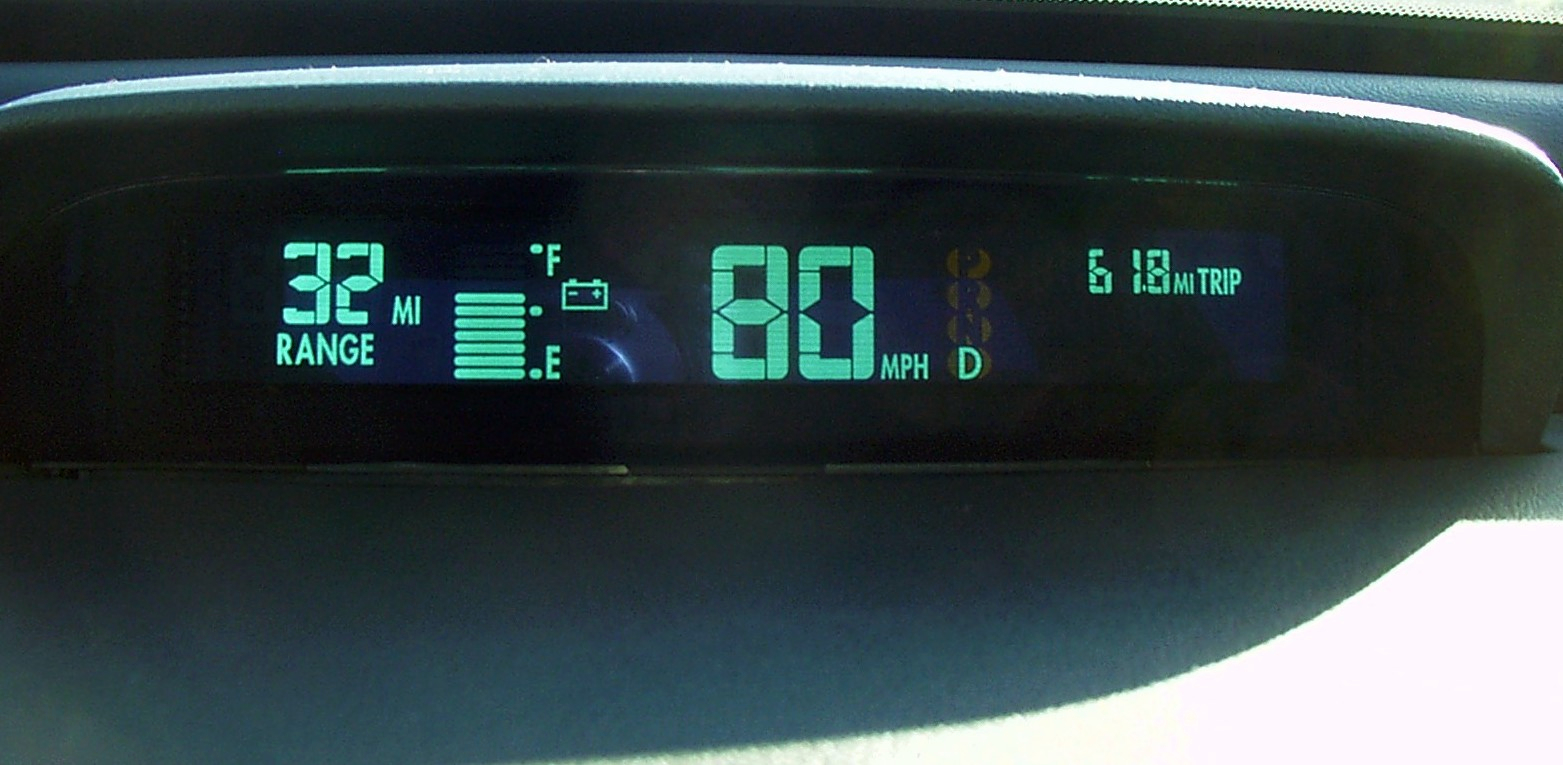
Painel digital central mostrando a autonomia restante, carga de bateria e velocidade.
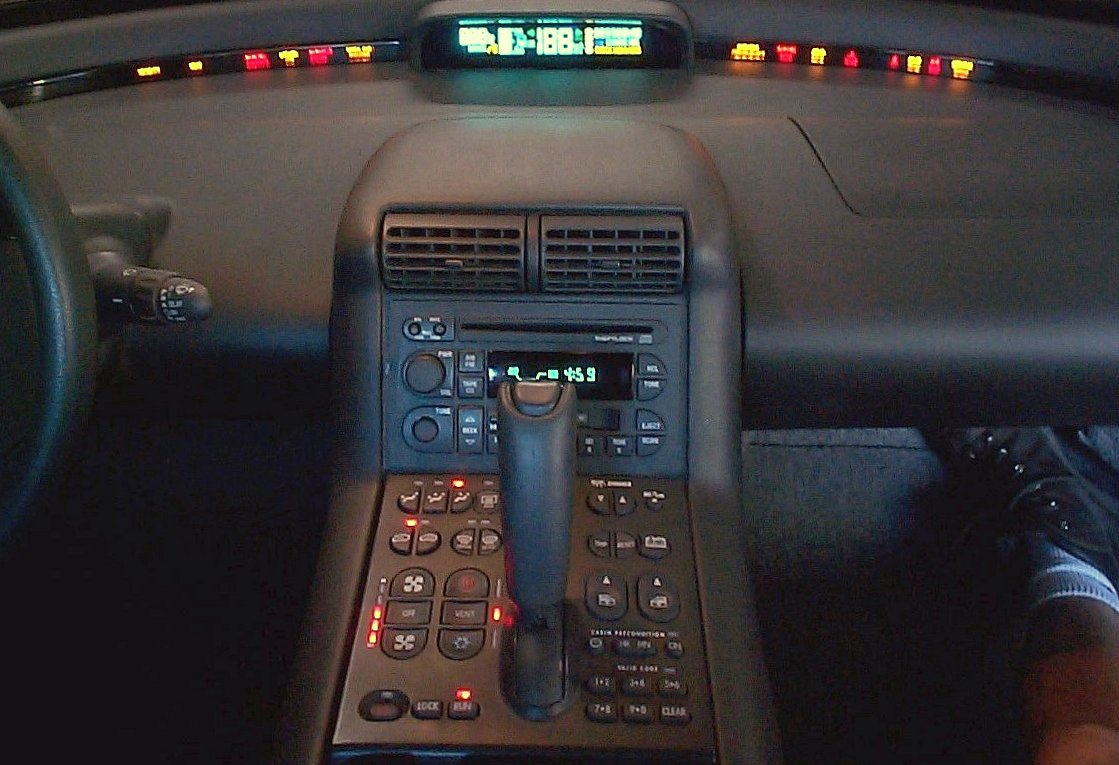
Console central
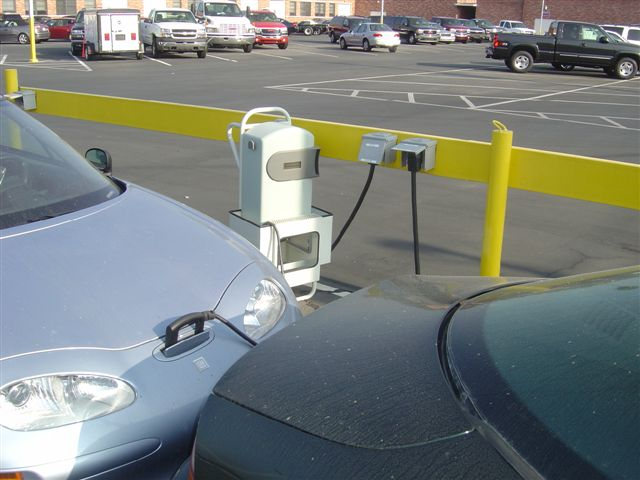
EV1 recarregando em um ponto de recarga
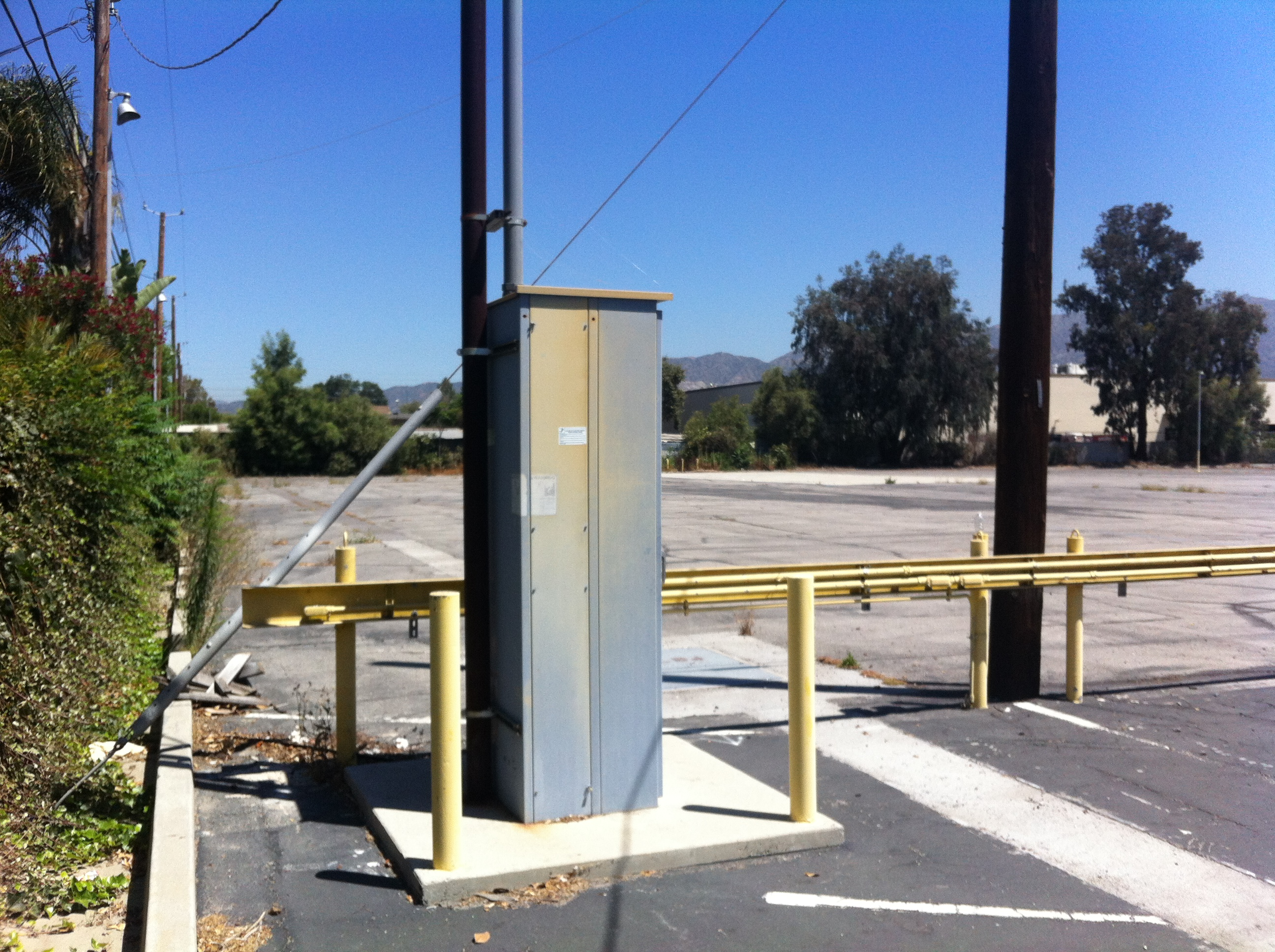
Um ponto de recarga de EV1 abandonado
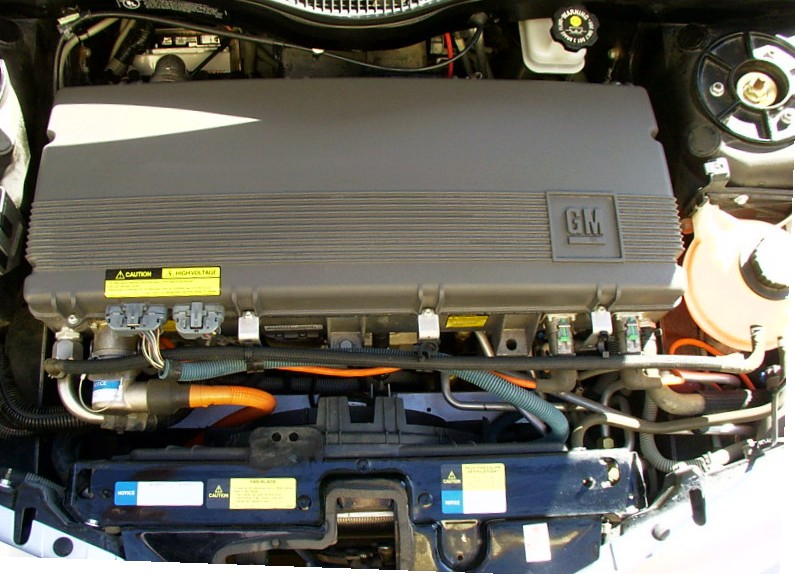
Motor elétrico do EV1
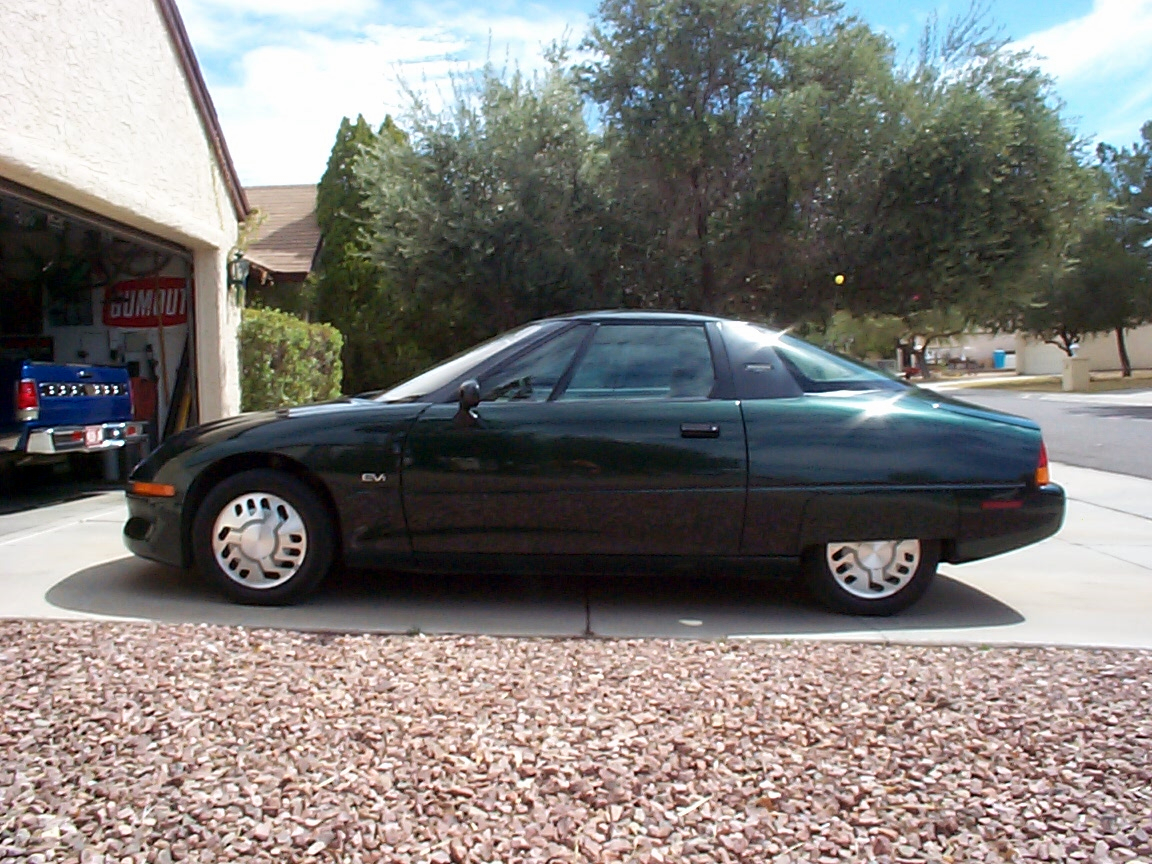
Vista Lateral
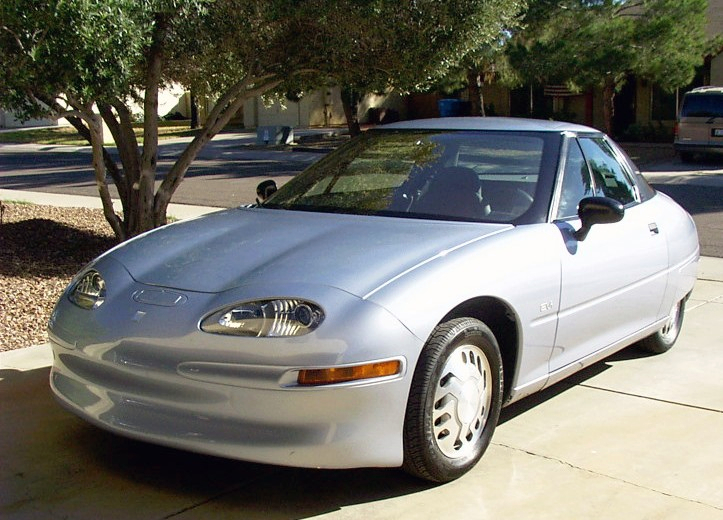
Vista Frontal
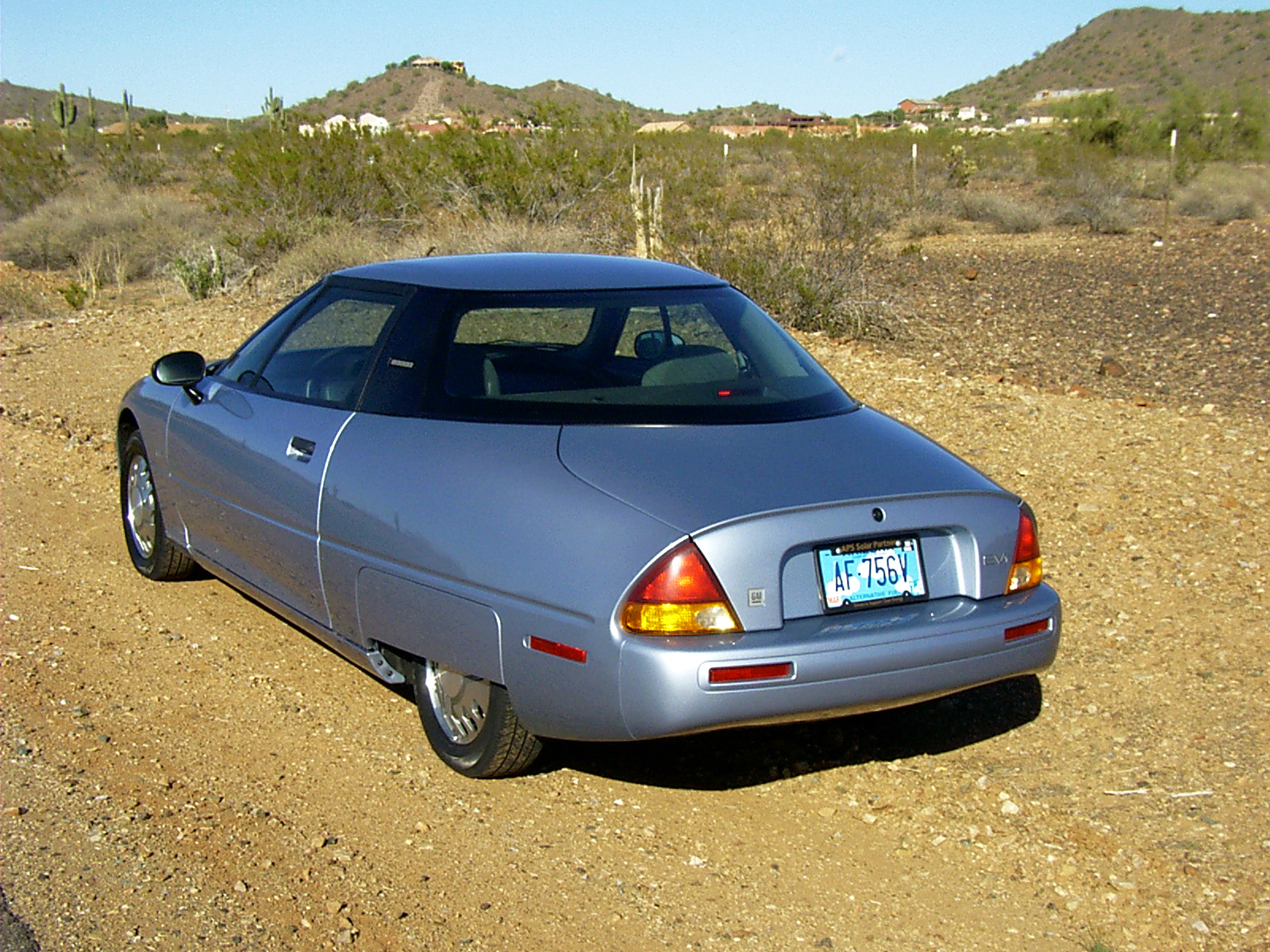
Vista Traseira